# Tour della nazionale maschile di rugby a 15 di Samoa 2022
A fine anno 2022 la nazionale samoana di rugby allenata da Seilala Mapusua  affronta un tour in Europa con tre test match nelle prime tre settimane di novembre; gli avversari in programma sono, nell'ordine, l'Italia a Padova, la Georgia a Tbilisi e la Romania a Bucarest.
Il primo test match, tenutosi allo Stadio Plebiscito di Padova, vide un'Italia proveniente da tre vittorie negli ultimi quattro incontri (il Galles nell'ultima giornata del Sei Nazioni 2022, più Portogallo e Romania nel tour di metà anno) chiamata a riconfermare il trend inaugurato dalla gestione del C.T. Kieran Crowley, mentre invece Samoa era al suo primo tour dopo la Coppa del Mondo di rugby 2019, impossibilitata a viaggiare per via delle restrizioni sanitarie imposte dalla pandemia di COVID-19 e pertanto costretta ad annullare la spedizione in Europa a fine 2021.
Un'Italia aggressiva e concentrata prese il comando delle operazioni intorno al quarto d'ora, dopo avere lasciato l'iniziativa ai samoani nelle fasi d'avvio: Tommaso Allan mise i primi tre punti a segno dopo dieci minuti, ma l'uno-due al ventesimo, con due mete di Brex e Bruno, orientarono l'incontro: 28-0 alla fine del primo tempo, mentre la prima meta samoana si vide a situazione oramai compromessa, con la squadra sotto di 35; solo per il prestigio le due mete negli ultimi minuti di gioco, quando l'Italia era già andata a segno altre due volte: 49-17 il risultato per gli Azzurri.
Per effetto di tale vittoria l'Italia scalò due posizioni nel ranking World Rugby, passando da quattordicesima a dodicesima, e venendo rimpiazzata dalla stessa Samoa, caduta di tre posizioni dall'undicesimo posto.
Una settimana più tardi, a Tbilisi, i samoani riscattarono la sconfitta subìta in Italia e vinsero contro la Georgia al termine di un incontro molto combattuto e altalenante: a un iniziale vantaggio samoano, infatti, fece seguito il ribaltamento del risultato da parte dei Lelos grazie a una meta ciascuno di Tabutsadze e Kuntelia nella ripresa; fu Manu, con Samoa sotto 13-19 a pochi minuti dalla fine, a fissare il punteggio sul 20-19 con una meta da lui stesso trasformata.
Il tour si chiuse con un risultato positivo per Samoa a Bucarest contro la Romania nell'ultimo test match: gli isolani costruirono la vittoria nel primo tempo, con tre mete, due delle quali trasformate, e un piazzato con il quale andarono all'intervallo con il punteggio di 22-0 che fu poi quello finale, perché nel secondo tempo le due squadre si equivalsero sostanzialmente ma senza riuscire a prevalere in un senso né nell'altro.

## Risultati
| Arbitro: | Christophe Ridley |

|                                                          |      |                                        |
| Brex 22’ Bruno 24’, 60’ M. Ioane 40’, 43’ L. Cannone 54’ | mt   | 51’ Seuteni 71’ Paia’aua 80’ McFarland |
| Allan 22’, 24’, 43’                                      | tr   | 51’ Leuila                             |
| Allan 10’, 28’ P. Garbisi 37’, 54’, 60’                  | c.p. |                                        |

| Arbitro: | Damon Murphy |

|                             |      |                       |
| Tabutsadze 50’ Kuntelia 68’ | mt   | 15’, 76’ Manu         |
|                             | tr   | 15’ Paia’aua 76’ Manu |
| Abzhandadze 12’, 29’, 73’   | c.p. | 9’, 42’ Paia’aua      |

| Arbitro: | Mathieu Raynal |

|  |      |                                      |
|  | mt   | 6’ Seuteni 15’ Seu 37’ Toomaga-Allen |
|  | tr   | 6’, 15’ Toala                        |
|  | c.p. | 12’ Toala                            |